# فرودگاه سمدن
فرودگاه سمدن (به انگلیسی: Samedan Airport) (به زبان بومی: Engadin Airport) یک فرودگاه همگانی و نظامی با کد یاتا SMV است که یک باند فرود آسفالت دارد و طول باند آن ۱۸۰۰ متر است. این فرودگاه در شهر سنت موریتز کشور سوئیس قرار دارد و در ارتفاع ۱۷۰۷ متری از سطح دریا واقع شده‌است.